# 474-es busz
A 474-es jelzésű autóbusz Gödöllő egyik helyi járata, az Autóbusz-állomás és a Királytelep között közlekedik körforgalomban, mindkét irányban. A vonalat a MÁV Személyszállítási Zrt. üzemelteti. 2017. október 15-étől a korábbi 4E viszonylat helyett közlekedik.

## Megállóhelyei
| 474 (Autóbusz-állomás – Királytelep – Autóbusz-állomás) | 474 (Autóbusz-állomás – Királytelep – Autóbusz-állomás) | 474 (Autóbusz-állomás – Királytelep – Autóbusz-állomás) | 474 (Autóbusz-állomás – Királytelep – Autóbusz-állomás) | 474 (Autóbusz-állomás – Királytelep – Autóbusz-állomás) | 474 (Autóbusz-állomás – Királytelep – Autóbusz-állomás) |
| Perc (↓)                                                | Perc (↓)                                                | Megállóhely                                             | Perc (↑)                                                | Átszállási kapcsolatok |                                                         |
| ------------------------------------------------------- | ------------------------------------------------------- | ------------------------------------------------------- | ------------------------------------------------------- | --- | ------------------------------------------------------- |
| ∫                                                       | 0                                                       | Autóbusz-állomás végállomás                             | ∫                                                       | |                                                         |
| ∫                                                       | 2                                                       | Egyetem                                                 | ∫                                                       | 402, 404, 405, 406, 407, 410, 412, 422, 426, 430, 432, 461, 463, 468, 469, 470, 471, 472 |                                                         |
| ∫                                                       | 4                                                       | Tisza utca                                              | ∫                                                       | 404, 426, 461, 463, 468, 469, 470, 471, 472 |                                                         |
| ∫                                                       | 5                                                       | Damjanich János utca                                    | ∫                                                       | 404, 405, 406, 407, 426, 461, 463, 468, 469, 470, 471, 472 |                                                         |
| ∫                                                       | 7                                                       | Máriabesnyő Posta                                       | ∫                                                       | 404, 426, 461, 463, 469 |                                                         |
| ∫                                                       | 7                                                       | Máriabesnyő vasúti megállóhely bejárati út              | ∫                                                       | 402, 404, 405, 406, 407, 410, 412, 422, 426, 430, 432, 461, 463, 469 S80 InterRégió |                                                         |
| ∫                                                       | 9                                                       | Máriabesnyő, templom                                    | ∫                                                       | 469 |                                                         |
| ∫                                                       | 10                                                      | Máriabesnyő vasúti megállóhely bejárati út              | ∫                                                       | 402, 404, 405, 406, 407, 410, 412, 422, 426, 430, 432, 461, 463, 469 S80 InterRégió |                                                         |
| ∫                                                       | 11                                                      | Máriabesnyő Posta                                       | ∫                                                       | 404, 426, 461, 463, 469 |                                                         |
| ∫                                                       | 12                                                      | Klapka utca elágazás                                    | ∫                                                       | 468 |                                                         |
| ∫                                                       | 13                                                      | Tél utca                                                | ∫                                                       | 468 |                                                         |
| ∫                                                       | 14                                                      | Fenyvesi bolt                                           | ∫                                                       | 468 S80 InterRégió |                                                         |
| ∫                                                       | 15                                                      | Katona József utca                                      | ∫                                                       | 468 |                                                         |
| 0                                                       | 16                                                      | Klapka utca autóbusz-forduló végállomás                 | 21                                                      | 468 |                                                         |
| 1                                                       | 17                                                      | Katona József utca                                      | 20                                                      | 468 |                                                         |
| 2                                                       | 18                                                      | Fenyvesi bolt                                           | 19                                                      | 468 S80 InterRégió |                                                         |
| 3                                                       | 19                                                      | Tél utca                                                | 18                                                      | 468 |                                                         |
| 4                                                       | 20                                                      | Klapka utca elágazás                                    | 17                                                      | 468 |                                                         |
| 6                                                       | 22                                                      | Damjanich János általános iskola                        | 15                                                      | 470, 471, 472 |                                                         |
| 7                                                       | 23                                                      | Iskola utca                                             | ∫                                                       | 470, 471, 472, 473, 476 |                                                         |
| 8                                                       | 24                                                      | Királytelep autóbusz-forduló                            | 13                                                      | 470, 471, 472, 473, 476 |                                                         |
| 9                                                       | 25                                                      | Iskola utca                                             | 12                                                      | 470, 471, 472, 473, 476 |                                                         |
| 10                                                      | 26                                                      | Szarvas utca                                            | 11                                                      | 470, 471, 472, 473, 476 |                                                         |
| 11                                                      | 27                                                      | Dobó Katica utca                                        | 10                                                      | 470, 471, 472, 473, 476 |                                                         |
| 12                                                      | 28                                                      | Hegedűs Gyula utca                                      | 9                                                       | 470, 471, 472, 473, 476 |                                                         |
| 14                                                      | 30                                                      | Grassalkovich Antal utca 25.                            | 7                                                       | 470, 472, 476 |                                                         |
| 15                                                      | 31                                                      | Bethlen Gábor utca 24.                                  | ∫                                                       | 472 |                                                         |
| 16                                                      | 32                                                      | Szőlő utca 47.                                          | ∫                                                       | 472, 473, 475, 476 |                                                         |
| 18                                                      | 34                                                      | Szilhát utca 3.                                         | ∫                                                       | 472, 473, 475, 476 |                                                         |
| ∫                                                       | ∫                                                       | Bethlen Gábor utca                                      | 6                                                       | 470, 471 |                                                         |
| ∫                                                       | ∫                                                       | Kossuth Lajos utca bölcsőde                             | 5                                                       | 470, 471, 475, 476 |                                                         |
| 21                                                      | 37                                                      | Szökőkút                                                | 4                                                       | 317, 324, 402, 412, 422, 432, 442, 446, 447, 448, 450, 451, 452, 453, 454, 455, 464, 466, 470, 471, 472, 473, 475, 476, 477, 478, 479 1052, 1076                                                                                               |                                                         |
| 23                                                      | 39                                                      | Autóbusz-állomás végállomás                             | 0                                                       | 317, 324, 402, 404, 405, 406, 407, 410, 412, 422, 426, 430, 432, 440, 441, 442, 444, 446, 447, 448, 450, 451, 452, 454, 455, 461, 463, 464, 465, 466, 468, 469, 470, 471, 472, 473, 475, 476, 477, 478, 479 1040, 1049, 1052, 1076, 1077, 1078 |                                                         |